# Chrysichthys grandis
Chrysichthys grandis és una espècie de peix d'aigua dolça de la família dels claroteids i de l'ordre dels siluriformes.

## Descripció
Els adults poden assolir fins a 63 cm de llargària total i 4.000 g de pes. És ovípar i tant el mascle com la femella guarden els ous.

## Hàbitat
Habita en fons fangosos amb preferència per profunditats de 100 a 140 m. S'alimenta principalment de peixos.
És un peix alimentari important.

## Distribució geogràfica
Es troba al llac Tanganyika a Àfrica.